# José Falcão

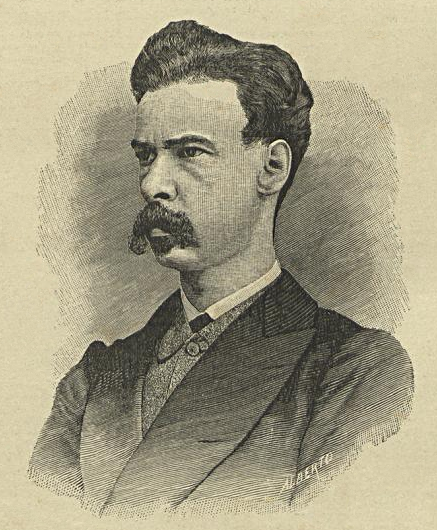
José Falcão

José Joaquim Pereira Falcão (Pereira, Miranda do Corvo, 1 de Junho de 1841  — Coimbra, 14 de Janeiro de 1893), mais conhecido por José Falcão, foi um professor de Matemática na Universidade de Coimbra e político republicano.

## Biografia
José Falcão nasceu em 1 de Junho de 1841, no lugar da Pereira, no concelho de Miranda do Corvo (Distrito de Coimbra).
Matriculou-se em 1858 nas faculdades de Matemática e Filosofia, doutorando-se em Matemática a 31 de Julho de 1865. Em 8 de Setembro de 1870 foi nomeado lente substituto de Matemática e ajudante do Observatório Astronómico de Coimbra, tendo apresentado a concurso o seu trabalho chamado Comparação do methodo teleologico de Wronski com os methodos de Daniel Bernouilli e Euler, para a resolução numérica das equações. Em 7 de Maio de 1874 foi promovido a lente catedrático e a 13 de Março de 1888 ascende a primeiro astrónomo e é nomeado director interino do Observatório em 28 de Julho de 1890. Foi regente das cadeiras de Mecânica Celeste e Astronomia.
Dotado de um espírito liberal, foi grande defensor das ideias republicanas, colaborando assiduamente nos jornais republicanos do país, especialmente sobre assuntos de ensino. No entanto, segundo o seu colega Teixeira de Queirós, terá defendido:

"O partido republicano luta pelo país e não pela República. Se a Monarquia nos pode salvar, que nos salve."

José Falcão
Sem nome de autor, publicou a Cartilha do Povo, que foi um dos escritos mais notáveis da propaganda republicana.
Quando da malograda revolta de 31 de Janeiro, coube-lhe assumir a autoridade em Coimbra, onde uma parte importante da academia e de elementos populares estava preparada para agir. Após o seu fracasso, José Falcão foi encarregado de reorganizar o partido republicano no Porto, para o que escreveu artigos políticos na Voz Pública e reuniu ali uma assembleia de que saiu o Manifesto, que ele próprio redigira.
Proposto deputado em 23 de Outubro de 1892, não tardou que a morte viesse cortar a sua carreira profissional e política.
O dia 1 de Junho, dia de nascimento de José Falcão, foi também a data escolhida para a comemoração do feriado municipal de Miranda do Corvo. A praça envolvente ao edifício dos paços do concelho de Miranda do Corvo recebeu o seu nome.
José Falcão morreu a 14 de Janeiro de 1893, em Coimbra.

## Obra
- A Questão do Zaire, Livraria Central de J. Diogo Pires, Coimbra, 1883
- Cartilha do Povo, Imprensa Litteraria, Coimbra, 1884